# The Crew (Webserie)
The Crew ist eine Online-Sitcom über das Leben der Mannschaft des Maschinenraums des Raumschiffs Azeruas.

## Produktion und Ausstrahlung
Die erste Staffel mit 15 Folgen wurde mittels unabhängiger Geldquellen finanziert und auf den Plattformen blip.tv, YouTube und Koldcast.tv veröffentlicht.
Die Produktion der zweiten Staffel wurde durch die Videoplattform Babelgum unterstützt, auf welcher auch die Veröffentlichung stattfand.
Mit Schauspielern wie Robin Thorsen und Jessica Lee Rose erregte die zweite Staffel von The Crew öffentlich Aufmerksamkeit.

## Besetzung
- Tom Wilkenson (Philip Bache)
- Tim Waterson (Brett Register)
- Patrick Fargent (Craig Frank)
- Andrea Lee (Ariel Lazarus)
- Jennifer Parker (Amy Kline)
- Stewart Kobbler (Michael Hart)
- Amber (Angie Cole)
- Luet. Sarah Clauson (Michelle Exharos)
- Crewman Anderson (Stephen Christian)
- Crewman Bennett (Zack Finfrock)
- Dr. Talia (Cathy Baron)
- Evil Patrick (Daniel Norman)
- Agule (Robin Thorsen)
- Glon (Benny Fine)
- Laurent (Payman Benz)
- Jala (Chad Jamian)
- Map (Jessica Rose)
- Corrine (Taryn O’neil)
- Tondorf (Sherwood Tondorf III)
- Vrock (Daniel Norman)

## Handlung

### 1. Staffel (2007–2009)
| Title | Autor(en)                    | Regisseur      | Erstausstrahlung | #  |
| --- | ---------------------------- | -------------- | ---------------- | -- |
| „Pilot“ | Brett Register               | Brett Register | --               | 1  |
| Ein seltsamer Fehler der im Antriebsaggregat auftritt wird von The Crew untersucht.                                                                                             |                              |                |                  |    |
| „Last Romantics“ | Brett Register               | Brett Register | --               | 2  |
| Es knistert an Bord der U.S. Azeruas. |                              |                |                  |    |
| „Ghost Ship“ | Brett Register               | Brett Register | --               | 3  |
| Ein unbekanntes Raumschiff kreuzt den Weg der U.S. Azeruas. |                              |                |                  |    |
| „Poop Deck“ | Brett Register               | Brett Register | --               | 4  |
| Stewart Kobbler räumt im Maschinenraum auf, während sich The Crew auf ihrer Außenmission befindet.                                                                              |                              |                |                  |    |
| „An Explanation of Sorts“ | Brett Register               | Brett Register | --               | 5  |
| Nach der Rückkehr von ihrer Außenmission zum unbekannten Raumschiff werden die Entdeckungen enthüllt.                                                                           |                              |                |                  |    |
| „Departed“ | Brett Register               | Brett Register | --               | 6  |
| Die U.S. Azeruas wird beauftragt ein Signal aus den tiefen des Weltraums zu untersuchen.                                                                                        |                              |                |                  |    |
| „No Escape“ | Brett Register               | Brett Register | --               | 7  |
| Nach einem Zwischenfall im Maschinenraum müssen im Raumschiff neue Sicherheitsvorkehrungen implementiert werden. In der Zwischenzeit wird The Crew in ihre Quartiere entlassen. |                              |                |                  |    |
| „Barfly“ | Brett Register               | Brett Register | --               | 8  |
| Ein ehemaliger Klassenkamerad von Tim wird neues Crew-Mitglied. Jenni und Amber bereiten sich in der Zwischenzeit auf ihren Ausgang vor.                                        |                              |                |                  |    |
| „Verdict“ | Brett Register               | Brett Register | --               | 9  |
| Die Wahrheit darüber was wirklich in den Quartieren passierte wird enthüllt. |                              |                |                  |    |
| „Call The Doctor“ | Bernie Su                    | Brett Register | --               | 10 |
| Eine Ärztin untersucht The Crew und Tom ist überhaupt nicht davon angetan. |                              |                |                  |    |
| „Break Ups to Make Ups“ | Bernie Su and Brett Register | Brett Register | --               | 11 |
| Toms Verlangen nach Dr. Talia wächst und Andrea entwickelt neue Verführungstaktiken.                                                                                            |                              |                |                  |    |
| „Cloned I“ | Brett Register               | Brett Register | --               | 12 |
| The Crew untersucht einen Felsen der an ihrem Raumschiff vorbeifliegt. |                              |                |                  |    |
| „Cloned II“ | Brett Register               | Brett Register | --               | 13 |
| Als die Klone den Maschinenraum in ihre Gewalt bringen wird der Crew bewusst in welcher Gefahr sie sich befinden.                                                               |                              |                |                  |    |
| „Cloned III“ | Brett Register               | Brett Register | --               | 14 |
| Alles was man immer schon über Klone wissen wollte. |                              |                |                  |    |
| „The Signal“ | Brett Register               | Brett Register | --               | 15 |
| Der Ursprung des Signals wird entdeckt. |                              |                |                  |    |

### 2. Staffel (2009)
| Title | Autor(en)      | Regisseur      | Erstausstrahlung | # |    |
| --- | -------------- | -------------- | ---------------- | - | -- |
| „Survival“ | Brett Register | Brett Register | --               | 1 | 16 |
| Nachdem die Triebwerks-Sektion der U.S. Azeruas am anderen Ende der Galaxie vom Schwarzen Loch wieder ausgespuckt wurde, ist die Crew führungslos.                                    |                |                |                  |   |    |
| „Captives“ | Brett Register | Brett Register | --               | 2 | 17 |
| Tim und Patrick verbünden sich, nachdem Piraten das Raumschiff geentert haben. |                |                |                  |   |    |
| „A Pirate's Life“ | Brett Register | Brett Register | --               | 3 | 18 |
| Tom, Tim und Patrick untersuchen das wohlausgerüstete Piratenschiff und finden dabei zwei Gefangene.                                                                                  |                |                |                  |   |    |
| „Misguided“ | Brett Register | Brett Register | --               | 4 | 19 |
| Nachdem Tom die auf einer der Gefangenen gefundene vermeintliche Schatzkarte inspiziert hat, ändert er begeistert seinen Plan von „einen Weg nach Hause zu finden“ auf „Schatzsuche“. |                |                |                  |   |    |
| „Baby on Board“ | Brett Register | Brett Register | --               | 5 | 20 |
| Tim und Jenni bereden ihre Beziehung, während Andrea wieder damit beginnt Tom und Stewart zu verwirren.                                                                               |                |                |                  |   |    |
| „Rendezous“ | Brett Register | Brett Register | --               | 6 | 21 |
| Tom, Tim, Patrick und Jala fallen auf einer Außenmission in die Hände von Banditen.                                                                                                   |                |                |                  |   |    |

## Auszeichnungen
2010 wurde The Crew für einen Streamy Award in der Kategorie Beste Visuelle Effekte nominiert.